# Colonialismo de explotación

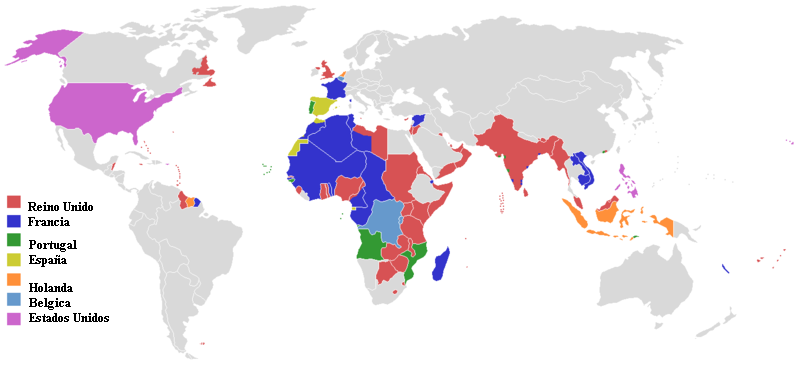
Colonialismo de explotación: el mundo en 1945; Los imperios europeos colonizaron las Américas, África, Asia y Oceanía

La explotación colonial es la política económica nacional de conquistar un país para explotar su población como mano de obra y sus recursos naturales como materia prima. La práctica de la explotación colonialista contrasta con el colonialismo de los  colonos, la política de conquistar un país para establecer una rama de la metrópoli o de la patria. Una razón por la cual un país puede practicar el colonialismo de explotación es la ganancia financiera inmediata producida por la extracción de materias primas a bajo costo por medio de un pueblo nativo, usualmente administrado por un gobierno colonial.
La geopolítica de un poder internacional imperialista determina cuál de estas prácticas coloniales seguirá. En el ejemplo del Imperio Británico, los colonos se establecieron principalmente en el norte de América del Norte y en Australia, donde las poblaciones nativas disminuyeron y se deterioraron debido a la enfermedad y la violencia en el curso del establecimiento de una sociedad similar a la de la metrópoli, en las Trece Colonias se causó la Revolución Americana debido a los abusos a los colonos por los británicos. Por otro lado, los países más densamente poblados del Raj británico durante el periodo entre los años 1858 y 1947 en el subcontinente indio, la ocupación británica de Egipto y Sudáfrica, así como la isla de Barbados, fueron gobernados por una pequeña población de administradores coloniales (gobierno colonial) que redirigió las economías locales a la gestión de la explotación para abastecer a la metrópoli con alimentos, materias primas y algunos productos terminados.
La explotación a menudo fue reforzada por los geógrafos coloniales europeos que implementaron teorías tales como el  determinismo ambiental, que sugirió que los climas más cálidos producían personas menos civilizadas. Estas teorías se encontraban entre el canon académico que ayudó a legitimar la actividad colonial y la expansión a los territorios de ultramar.
Geógrafos como Friedrick Ratzel sugirieron que la supervivencia del imperio dependía de su capacidad para expandir su control e influencia en todo el mundo. Al implicar una correlación entre la expansión colonial y el éxito nacional, los geógrafos pudieron exacerbar un sentido del nacionalismo en muchas naciones europeas. Su influencia creó un sentimiento de orgullo que pudo tranquilizar a las personas en el sentido de que la actividad de su nación en el exterior era beneficiosa no solo para ellos, sino también que su presencia era necesaria dentro de los territorios ocupados.
Barbados fue reclamado por los ingleses en 1625 por el capitán John Powell, y en la década de 1660 los ingleses habían llegado a considerar a Barbados como su más preciada posesión en el Nuevo Mundo. El valor de la isla para Inglaterra, y la enorme riqueza de una minoría de sus habitantes ingleses, dependía de la relación que se había forjado durante los veinte años anteriores entre el azúcar y la esclavitud.